# Malipiero (nissaga de músics)
Malipiero, família de músics italians.
- Francesco Malipiero, (Rovigo, 1824 - Venècia, 1887) músic i avi de Gian Francesco Malipiero.
- Luigi Malipiero, (Venècia, 1852 - Torí, 1918), director d'orquestra i pianista, pare de Gian Francesco.
- Gian Francesco Malipiero, (Venècia, 1882 - Treviso, 1973), compositor i fill de Luigi.
- Riccardo Malipiero Sr. (Venècia, 1886 – 1975), violoncel·lista i professor, germà de Gian Francesco.
- Ernesto Malipiero (Venècia, 1887 - Zuric, 1971), violinista, abandonà la música per dedicar-se a activitats comercials.
- Riccardo Malipiero Jr. (Milà, 1914 – 2003), compositor i pianista, fill del violoncel·lista Riccardo Sr.